# مويديركرينج

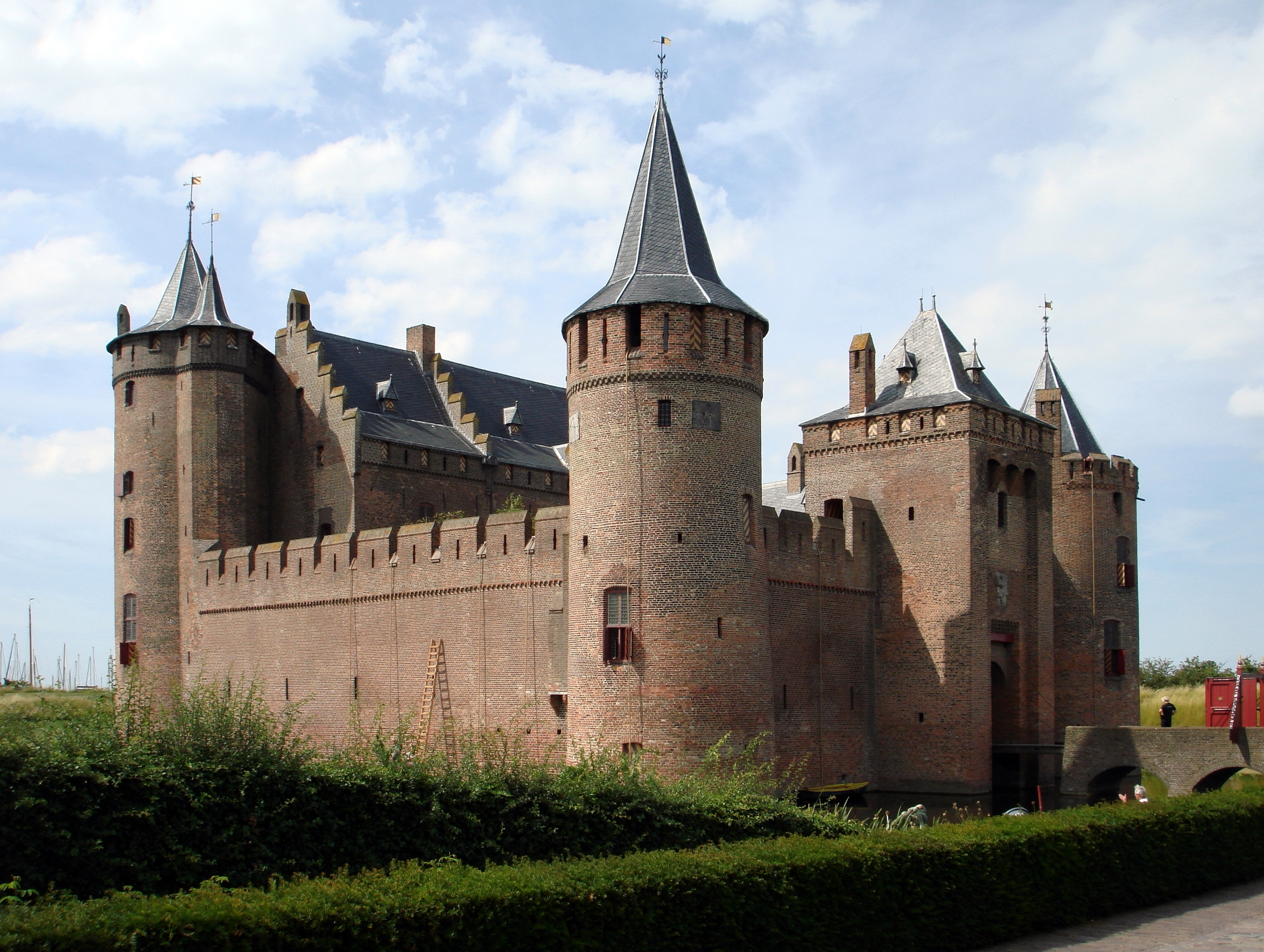
قلعة مويدين في هولندا

المويديركرينج (حلقة مويدين) هو الاسم الذي أطلق على مجموعة من الشخصيات في الفنون والعلوم التي تجتمع بانتظام في قلعة مويدين بالقرب من أمستردام خلال النصف الأخير من القرن 17، أو ما يسمى بالعصر الذهبي للجمهورية الهولندية. وكان الشاعر بيتر كورنيليزون هوفت هو الشخصية المحورية للمويديركرينج؛ كما تم اعتبار كل من كونستانتين هيغنز، وديرك سويلينك، وفونديل، وبريديرو، والشقيقتان الشاعراتان آنا فيشر، وماريا تيسيلشيد فيشر أيضا جزءاً من المجموعة.
بعض الموسيقى المتصلة بالحلقة تم تسجيلها بواسطة مجموعة أوترخت كاميراتا ترايكتينا في عام 1994.